# Pfarr- und Wallfahrtskirche Ehrenhausen

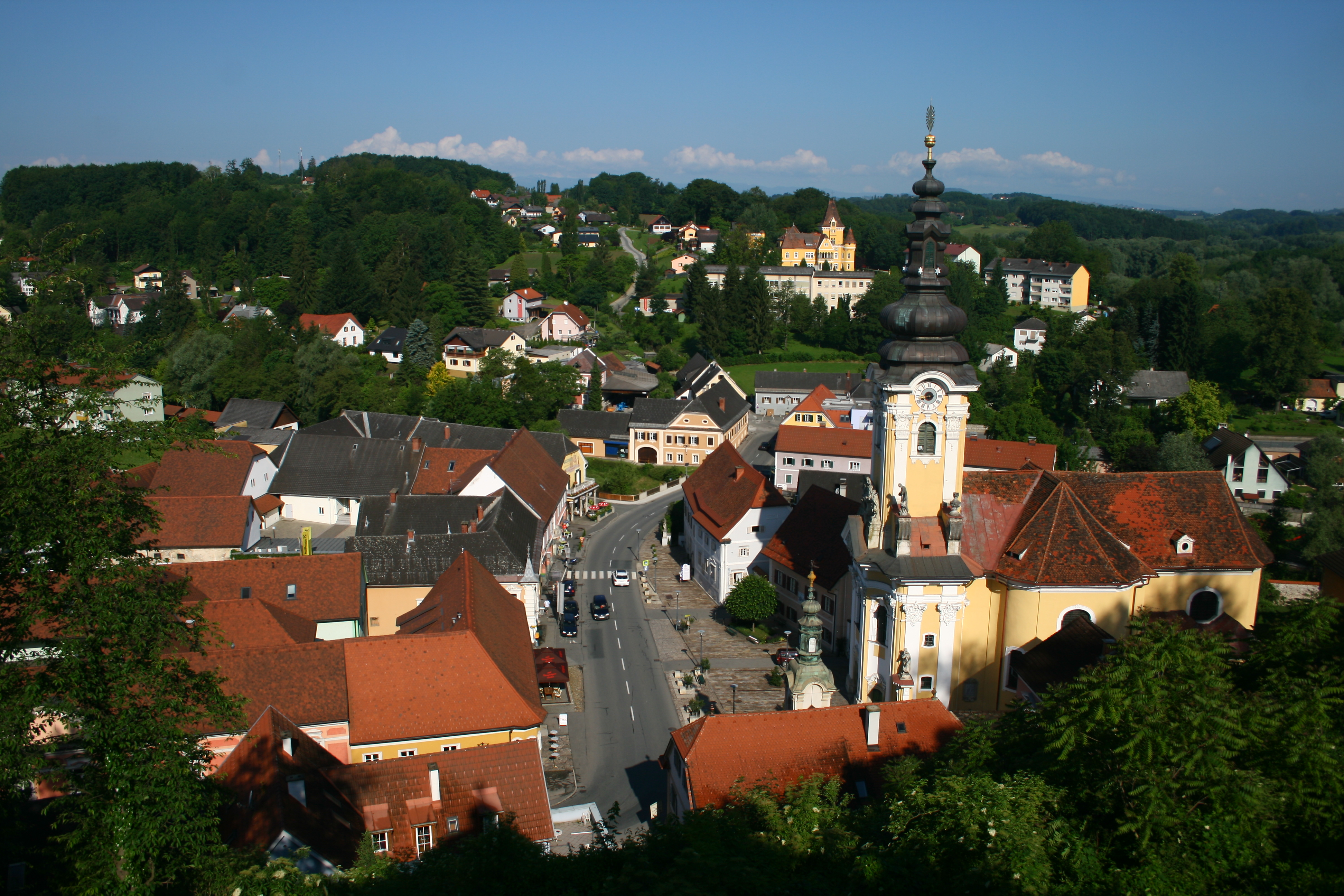
Katholische Pfarr- und Wallfahrtskirche Schmerzhafte Mutter Maria in Ehrenhausen

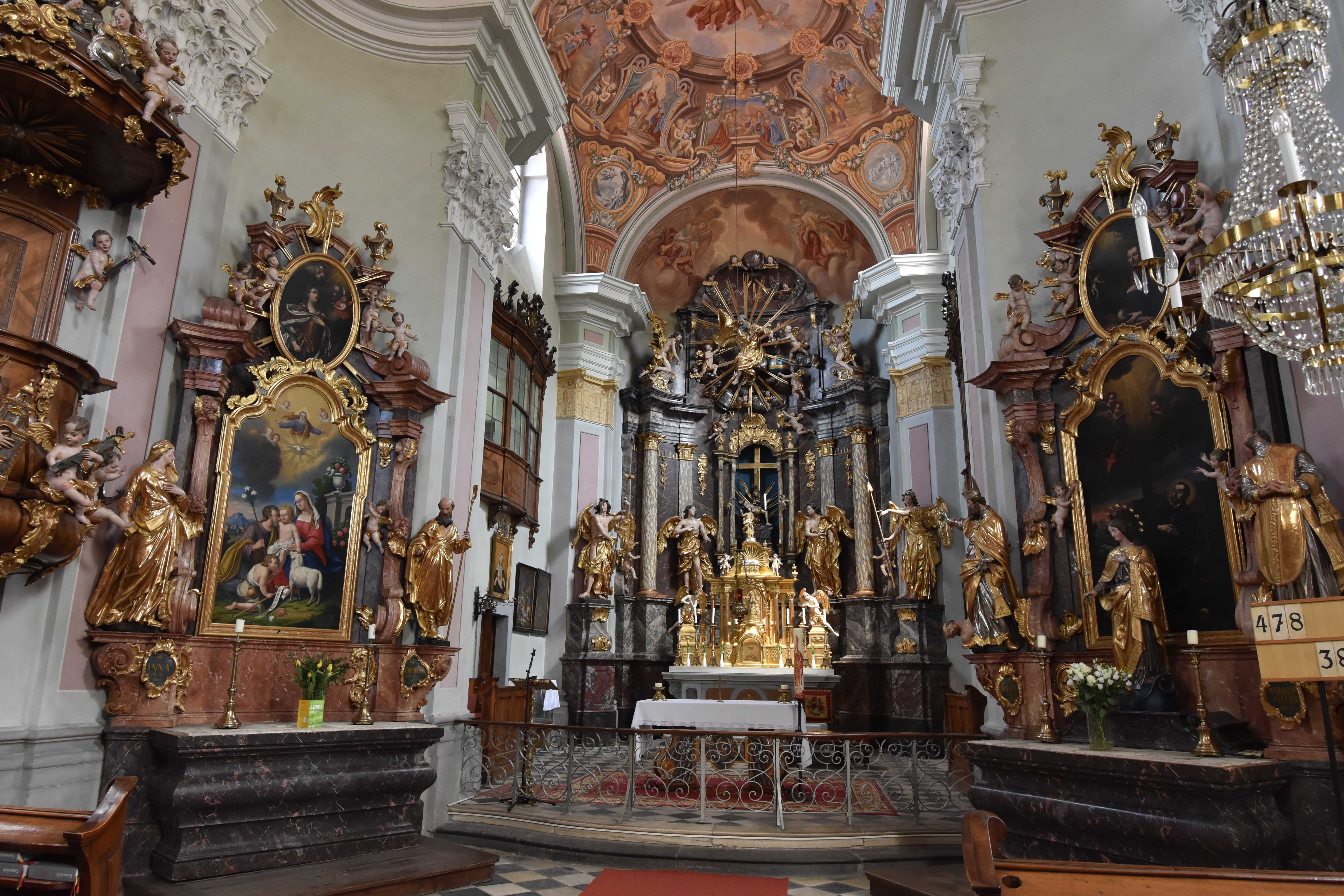
Zentralraum, Blick zum Chor

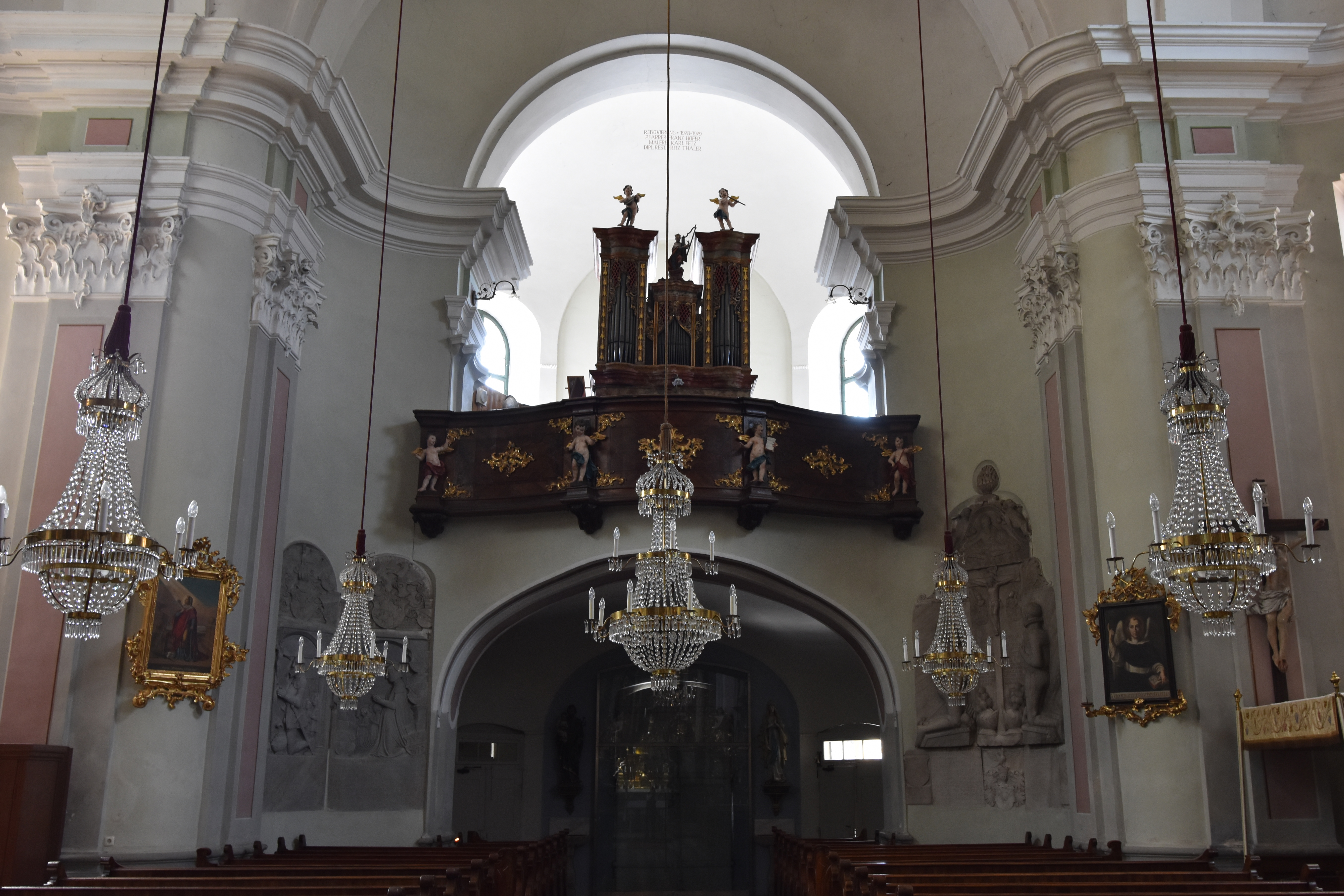
Zentralraum, Blick zur Orgelempore

Die Pfarr- und Wallfahrtskirche Ehrenhausen steht in der Ortschaft Ehrenhausen in der Gemeinde Ehrenhausen an der Weinstraße im Bezirk Leibnitz in der Steiermark. Die dem Patrozinium Schmerzhafte Muttergottes unterstellte römisch-katholische Pfarrkirche gehört zum Dekanat Leibnitz in der Diözese Graz-Seckau. Die Kirche steht unter Denkmalschutz (Listeneintrag).

## Geschichte
1574 wird urkundlich eine Kirche und 1748 eine Pfarre genannt.
Der Kirchenneubau von 1752 bis 1755 erfolgte durch den Baumeister Johann Fuchs. Die Kirche wurde 1890 renoviert und 1958 außen und 1979/1980 innen restauriert.

## Architektur
Die Kirche hat eine dreiachsige Einturmfassade mit einer stark vorgezogenen giebelbekrönten Mittelachse, einem kräftigen Attikagesims, Kolossalpilastern und korinthische Kapitelle mit Rokokoornamenten auch am Turm. Der Turm trägt einen besonders reich gestalteten Helm. Am Übergang vom Turm zur Fassade sind Voluten und Steinskulpturen in der Art des Philipp Jakob Straub. Zwei weitere Steinfiguren in halber Höhe neben der Fassade zeigen die Giebelwappen Leslie-Attems datiert 1755.
Das Kircheninnere ist ein kreuzförmiger Zentralraum. An den flachkuppelgewölbten Mittelraum schließen flache seitliche Anräume mit ausgerundeten Ecken an. Der Fronbogen ist eingezogen. Der einjochige nach Norden orientierte Chor mit einem Kreissegmentschluss hat eine Flachkuppel. Die flankierenden seitlichen Anbauten am Chor sind mit hölzernen Oratorien zum Chor hin geöffnet. Die Innenwände zeigen gestufte Pilaster und eine mächtige, bei den Fenstern unterbrochene Gesimszone. Die vorschwingende Orgelempore hat eine Holzbrüstung mit Rokokoornament und Putten. Die Deckenmalerei im Chor entstand 1890.

## Einrichtung
Der in den Chorschluss eingepasste Hochaltar trägt qualitätvolle Statuen in der Art des Philipp Jakob Straub um 1755/1760. Ein Vesperbild Pietà*  aus Stein entstand am Anfang des 15. Jahrhunderts. Die Seitenaltäre sowie die Altäre in den Konchen entstanden im Rokoko um 1760 mit vorzüglichen Figuren aus dem Umkreis von Veit Königer.
Die prächtige Rokokokanzel in der Art des Philipp Jakob Straub hat ein besonderes Detail: Ein Engel auf dem Kanzelkorb zeigt dem Betrachter ein Modell der neuen Kirche.
Ein Bild des Johannes Nepomuk nach einer Ölskizze von Franz Anton Maulbertsch wurde in das Universalmuseum Joanneum übertragen.
Die kleine einmanualige Orgel der Marburger Minoritenkirche aus der Mitte des 18. Jahrhunderts im Wege einer öffentlichen Versteigerung erworben und vom bürgerlichen Orgelmacher Ottonitsch aus Marburg installiert. Eine Glocke nennt Martin Feltl 1760.

## Grabdenkmäler
- Figürliche Grabsteine Christoph von Eggenberg gestorben 1551 und seine Frau Helena geborene Fueger gestorben 1553 mit Reliefs, Kniefiguren in Bogenarchitektur, darüber Wappen.
- Grabstein zu Hans Christoph von Eggenberg gestorben 1581 und Bartholome von Eggenberg gestorben 1583, beide kniend in Rüstung vor dem Gekreuzigten.